# Sparkassen Cup 1996
Lo Sparkassen Cup 1996 è stato un torneo femminile di tennis giocato sul sintetico indoor. È stata la 7ª edizione del torneo, che fa parte della categoria Tier II nell'ambito del WTA Tour 1996. Si è giocato a Lipsia in Germania, dal 30 settembre al 6 ottobre 1996.

## Campionesse

### Singolare
Anke Huber ha battuto in finale  Iva Majoli con il punteggio di 5–7, 6–3, 6–1

### Doppio
Kristie Boogert /  Nathalie Tauziat hanno battuto in finale  Sabine Appelmans /  Miriam Oremans con il punteggio di 6–4, 6–4